# Ultra Cute
 (signalé en mai 2025).
Si vous disposez d'ouvrages ou d'articles de référence ou si vous connaissez des sites web de qualité traitant du thème abordé ici, merci de compléter l'article en donnant les références utiles à sa vérifiabilité et en les liant à la section « Notes et références ».
- Archive Wikiwix
- Bing
- Cairn
- DuckDuckGo
- E. Universalis
- Gallica
- Google
- G. Books
- G. News
- G. Scholar
- Persée
- Qwant
- (zh) Baidu
- (ru) Yandex
- (wd) trouver des œuvres sur Wikidata

Urukyu (うるきゅー) est une série de shōjo manga de Nami Akimoto. Elle a été prépubliée dans le magazine Nakayoshi de l'éditeur Kōdansha puis reliée en neuf volumes.
Le manga a aussi été traduit, notamment en anglais chez Tokyopop et en français chez Soleil Manga.

## Synopsis
Ami et Noa n'ont jamais eu d'histoire d'amour car elles craquent toujours sur les mêmes garçons. Ceux-ci ne pouvant pas choisir entre Ami et Noa n'en choisissent aucune. Elles se rendent mutuellement responsables de ce célibat. Un jour, lors d'une soirée rencontre ratée, alors qu'elles s'apprêtaient à rentrer chez elles, elles rencontrent deux garçons, Tamon et Tomohiro. Ils vont boire un coup ensemble et pour une fois elles n'ont pas craqué pour le même garçon! Noa préfère Tomohiro et Ami, elle, c'est Tamon. Après plusieurs rendez-vous, Tamon révèle à Ami que les deux garçons ne sont pas sincères et que pour eux ce n'est qu'un jeu. Tamon, en lui expliquant ceci, lui vole son premier baiser sans le savoir. Ami, qui était tombée amoureuse, est blessée et le lui fait comprendre, et elle décide de tout faire pour qu'il tombe amoureux d'elle. Mais l'ex-petite amie de Tamon débarque. C'est la seule fille qu'il ait aimé et c'est aussi l'ex de Tomohiro, mais elle les a tous les deux abandonnés. Elle est bien décidée a récupérer Tamon, qui ne s'est pas remis de leur rupture et qui essaie de l'oublier. Ami apprendra par la suite, que ses chances de sortir avec Tamon sont de 1 %. Malgré tout, elle ne perd pas courage.
De son côté Noa essaie d'embrasser Tomohiro avant Ami (elle ne sait pas qu'Ami a déjà embrassé Tamon, ni que pour Tomohiro ce n'est qu'un jeu, bien qu'elle ait des doutes).
Ami et Noa, bien qu'elles se disent rivales s'aiment beaucoup, se protègent et se soutiennent mutuellement.
L'arrivée de la fête de leur lycée et de leur ancien professeur dont elles étaient amoureuses, (surnommé "braguette" à cause d'un petit incident), concorde. Cela leur permettra de préparer, avec l'aide de leur professeur, une grand fête pour pouvoir inviter Tamon et Tomohiro. Ce professeur, qui à l'époque les trouvait trop jeunes, drague Ami et Noa et leur promet qu'il pourra très bien s'occuper des deux jeunes filles en même temps. Mais il est trop tard car Tamon et Tomohiro sont entrés dans leur vie.

## Personnages
Ami Uzuki:
Ami Uzuki est l'héroïne du manga. Elle a 15 ans et est en seconde au lycée de TanokuraGakuen. Elle est la pire rivale mais aussi la meilleure amie de Noa. Elle tombe amoureuse de Tamon Okazaki dès la première fois qu'elle le voit, mais elle va finalement découvrir le véritable caractère de Tamon : c'est un véritable papillon qui pense que l'amour n'est qu'un jeu, et qui par conséquent vole d'amourette en amourette. Ne pouvant plus l'oublier, elle lui promet alors de réussir à le faire tomber amoureux d'elle. Ami voue une véritable passion pour les ramens à l'ail et est très douée en sport. Elle est impulsive et blonde aux yeux marron.
Noa Kurosawa:
Noa Kurosawa est la meilleure amie et rivale de Ami. D'un naturel très intelligent et très rusé, Noa termine toujours en tête des classements pour les concours intellectuels. Tombée amoureuse de Tomohiro Nakatsuka dès le premier coup d'œil, elle met tout en œuvre pour tenter de le séduire. Bien que Noa soit très jolie et possède un corps parfait, elle n'a jamais eu de chances en amour : elle et Ami voulaient toujours le même garçon. Pour une fois que leur chemins amoureux se séparent, va-t-elle enfin réussir à trouver l'amour en Tomohiro ?
Tamon:
C'est le garçon que Ami tente de conquérir, à la base c'est plutôt un garçon manipulateur pour qui l'amour est un jeu, il ne tombe jamais amoureux, la seule fille dont il soit tombé amoureux est Mika, son ex petite amie, et peut être bientôt Ami...
C'est le meilleur ami de Tomohiro.
Tomohiro: 
C'est le garçon que Noa tente de conquérir. Ils sortent d'ailleurs ensemble mais Ami pense qu'il manipule Noa et qu'il en abuse. C'est aussi un garçon manipulateur comme Tamon.
C'est d'ailleurs son meilleur ami.
Mika: 
C'est l'ex petite amie de Tamon. Elle veut absolument le reconquérir, c'est donc une rivale de plus pour Ami.
C'est la seule fille dont Tamon est tombé amoureux.

## Albums
- Tome 1 (2003)
- Tome 2 (2003)
- Tome 3 (2003)
- Tome 4 (2004)
- Tome 5 (2004)
- Tome 6 (2004)
- Tome 7 (2004)
- Tome 8 (2004)
- Tome 9 (2005)

## Éditeurs
- Soleil Productions (Collection Soleil Manga) : Tomes 1 à 9 (première édition des tomes 1 à 9).